# Іскра (Смоленськ)
«Іскра» (рос. «Искра») — російський футбольний клуб з Смоленська. 
Найкраще досягнення в першості Росії — 5 місце в 4 зоні другої ліги 1994 року. Найкраще досягнення в Кубку СРСР — вихід в 1/ 2 фіналу Кубка в сезоні 1984/85.

## Історія
Команда заснована 1937 року під назвою ДКА БВО, але вже з наступного року отримала назву «Динамо».
12 травня 1991 року смоленська «Іскра» перемогла «Спартак» в Петрозаводську з рахунком 3:0. Після матчу гості поїхали в Ленінград, щоб наступного дня вирушити додому. 13 травня став чорним понеділком в календарі клубу. В автокатастрофі загинули головний тренер смоленської «Іскри» Джемал Сілагадзе та воротар Олександр Новіков.
У січні 1995 об'єднався з командою «Кристал», утворивши команду ЦСК ВВС «Кристал».

## Історія назв
- до 1937 — ДКА БВО
- 1938–1959 — «Динамо»
- 1960 — «Текстильник»
- 1961–1964 — «Спартак»